# 碘酸锂
碘酸锂（化学式：LiIO3）是一种负单轴晶体，可用于非线性的声光和压电应用，并已应用于347 nm的红宝石激光器中。

## 性质
碘酸锂的莫氏硬度为3.5–4。它在298 K（25 °C；77 °F）下的线性热膨胀系数为2.8·10−5/°C (a-轴)和4.8·10−5/°C (c-轴)。它在50 °C（122 °F）不可逆地转化为β型。